# Aurore Koechlin
Aurore Koechlin, née en 1988, est une universitaire et militante féministe matérialiste. Elle est spécialisée en sociologie de la gynécologie médicale en France.

## Biographie
Aurore Koechlin est née en 1988. Elle étudie au lycée Carnot à Paris, où elle se mobilise en 2007 contre l'instrumentalisation de Guy Môquet par le gouvernement Fillon, créant à cette occasion l'association La rose et le réséda. Puis, elle entre en classes préparatoires littéraires et intègre l'École normale supérieure par le concours de lettres en 2009 où elle intègre le conseil scientifique en tant qu'affiliée CGT.
La spécialisation thématique d'Aurore Koechlin autour de la médecine, du genre et du féminisme apparaît dès son doctorat en sociologie à l'université Paris 1 - Panthéon-Sorbonne, thèse soutenue le 5 octobre 2021. Elle rejoint à cette même période le laboratoire junior Contraception & genre de l'Institut national d'études démographiques.
Elle devient ensuite maîtresse de conférence au sein du laboratoire de sociologie et démographie du Centre d'études, des techniques, des connaissances et des pratiques de cette même université.

## Travaux
Le travail d'Aurore Koechlin est aussi bien connu du milieu universitaire que militant, notamment à travers ses deux récents ouvrages.
En 2019, elle publie son premier livre La Révolution féministe qui retrace l'histoire des mouvements féministes des XXe et XXIe siècles. Elle théorise la quatrième vague du féminisme, qui serait un tournant lié au mouvement #MeToo en 2012, et qui viendrait après la première vague sur le droit de vote au début du XXe siècle, la deuxième sur le droit à disposer de son corps (contraception, avortement) pendant les 30 Glorieuses et la troisième sur les droits des minorités sexuées et sexuelles dans les années 1980. Ce livre de socio-histoire, mobilisant notamment les études de genre, bénéficie d'un important accueil des médias,,, des libraires et des organisations militantes,, et devient rapidement une référence dans le milieu militant féministe où il fait partie des « 10 livres à dévorer » de la rentrée féministe 2019.
En 2022, elle achève son deuxième livre La norme gynécologique, extrait de sa thèse. Il porte sur le développement de la gynécologie médicale, en opposition à la gynécologie obstétrique, en s'intéressant en particulier au mouvement d'auto-gynécologie en France dit le mouvement « self-help (en) » entre les années 1970 et aujourd'hui. Elle s'intéresse à ses liens avec la lutte contre les violences gynécologiques et obstétricales et les possibilités de réappropriation des femmes de leur corps, notamment dans une optique féministe,. Ce livre reçoit également un bon accueil médiatique,. Il fait notamment écho à la réédition du manuel d'auto gynécologie Notre corps nous-mêmes, un manuel pédagogique féministe portant sur le corps et la santé des femmes créé par des femmes de la communauté self-help.

## Publications

### Ouvrages
- La Révolution féministe, Paris, Éditions Amsterdam, Paris, 2019, 168 p.  (ISBN 978-2-35480-194-6).
- La norme gynécologique. Ce que la médecine fait au corps des femmes, Paris, Éditions Amsterdam, 2022, 305 p.  (ISBN 978-2-35480-253-0).

### Articles et chapitres d'ouvrage
- « L’auto-gynécologie : écoféminisme et intersectionnalité », Travail, genre et sociétés, vol. 2, no 42,‎ 2019, p. 109-126.
- avec Juan Sebastian Carbonell, Ugo Palheta et Quentin Ravelli : « Les angles morts de Bourdieu », dans Burawoy Michael (dir.), Conversations avec Bourdieu, Paris, Éditions Amsterdam, 2019, p. 8-46.
- « Crise du Covid-19 : donner la priorité à la reproduction sur la production », Contretemps,‎ 2020.
- « Angela Davis », dans Ducange Jean-Numa, Keucheyan Razmig, Roza Stéphane (dir.), Histoire globale des socialismes. XIXe – XXe siècle, Paris, PUF, 2021 (ISBN 978-2-13-082210-3), p. 837-845.
- « Féminisme », dans Antony Burlaud, Allan Popelard, Grégory Rzepski (dir.), Le nouveau monde. Tableau de la France néolibérale, Paris, Éditions Amsterdam, 2021, p. 713-720.
- « La consultation gynécologique, une instance paradoxale dans la socialisation des jeunes femmes à la sexualité », Terrains & travaux, vol. 1, no 40,‎ 2022, p. 21-42.

### Préface d'ouvrage
- « Lise Vogel et la théorie de la reproduction sociale », préface (p. 7-17) à : Lise Vogel, Le marxisme et l’oppression des femmes. Vers une théorie unitaire [« Marxism and the oppression of women : toward a unitary theory »], Paris, Les éditions sociales, coll. « Les éclairées », 2022 (ISBN 978-2-35367-068-0).